# 長春南駅
長春南駅（ちょうしゅんみなみえき）とは、中華人民共和国吉林省長春市朝陽区に位置する京哈線の駅。

## 歴史
- 1906年　開業。

## 隣の駅
中華人民共和国鉄道部
京哈線
大屯駅 - 長春南駅 - 長春駅
座標: 北緯43度50分55秒 東経125度15分13秒 / 北緯43.8485度 東経125.2535度